# Nersès Bédros XIX Tarmouni
Boutros Taza, né au Caire en Égypte le 17 janvier 1940 et mort le 25 juin 2015 à Beyrouth au Liban, est du 7 octobre 1999 à sa mort, sous le nom de Nersès Bédros XIX Tarmouni, le 19e primat de l'Église catholique arménienne avec le titre de patriarche de Cilicie des Arméniens.

## Biographie
Boutros Taza est ordonné prêtre le 15 août 1965. Il exerce son ministère en Égypte. Le 21 août 1989 il est nommé éparque de l'éparchie d'Iskanderiya (Alexandrie). Il est ordonné à l'épiscopat le 18 février 1990 par le patriarche Hovhannes Bédros XVIII Kasparian ICPB. Les co-consécrateurs sont les évêques André Bedoglouyan ICPB et Vartan Achkarian CAM (it). Le 7 octobre 1999, il est élu par le synode des évêques de son Église patriarche de Cilicie des Arméniens et succède à Hovhannes Bédros XVIII Kasparian comme primat de l'Église catholique arménienne. Il prend alors le nom de Nersès Bédros XIX Tarmouni.
Le 9 septembre 2014 il est nommé par le pape François père synodal pour la troisième assemblée générale extraordinaire du synode des évêques sur la famille qui se déroule du 5 au 19 octobre suivant au Vatican en qualité de primat de l'Église catholique arménienne.